# An Gott den Heiligen Geist
An Gott den Heiligen Geist ist ein Sonett von Andreas Gryphius. Es wurde erstmals 1637 in Gryphius’ erster Sonettsammlung im polnischen Lissa gedruckt, eines der 31 sogenannten Lissaer Sonette. Gryphius platzierte es dort ebenso wie in allen später von ihm zusammengestellten Ausgaben seiner Sonette (die Sonn- und Feiertags-Sonette ausgenommen) an die erste Stelle.

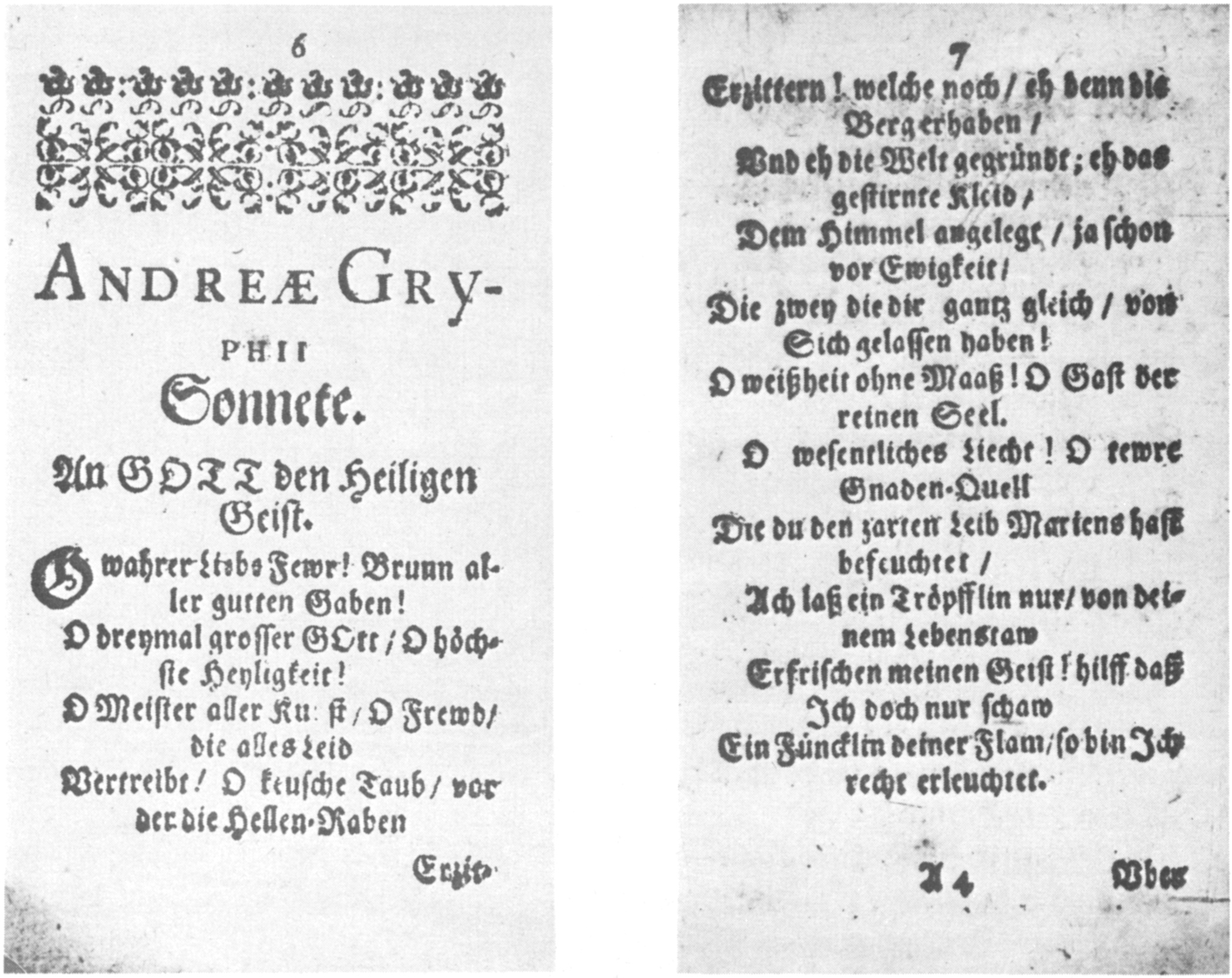
„An Gott den Heiligen Geist“ im Druck der Lissaer Sonette 1637

## Entstehung und Überlieferung
Gryphius hat die 31 Lissaer Sonette spätestens während seiner Schulzeit auf dem Akademischen Gymnasium Danzig verfasst. 1636 verließ er Danzig, verbrachte etwa eineinhalb Jahre als Hauslehrer auf dem Gut des Juristen und Schriftstellers Georg Schönborner in der Nähe von Freystadt und begleitete nach dessen Tod 1637 zwei der Söhne auf die Universität Leiden. Bei Schönborner und in Leiden schrieb er 100 Sonn- und Feiertags-Sonette. Darin nahm er „An Gott den Heiligen Geist“ als Nr. 37 der Sonntags-Sonette in revidierter Fassung auf, zwischen den Sonetten „Am Heiligen Pfingstag“ und „Am Sontag der Heyligen Dreyfaltigkeit“. Diese „Son- undt Feyrtags Sonnete“ erschienen 1639 in Leiden. Für die Sonettausgaben von 1643, 1650, 1657 und 1663 hat Gryphius „An Gott den Heiligen Geist“ weiter überarbeitet. Vom Originaldruck der Lissaer Sonette ist ein einziges Exemplar in der Bibliothek der Universität Breslau erhalten (Bild). Dort und auch in der 1643er Ausgabe ist des kleinen Formats wegen jede Zeile gebrochen. Neu gedruckt wurden beide Auflagen 1963 in einer von Marian Szyrocki und Hugh Powell verantworteten Gesamtausgabe der deutschsprachigen Werke. Daraus stammen die folgenden Texte.

## Text
00000000An GOTT den Heiligen Geist. (1637)

0000O wahrer Liebe Fewr! Brunn aller gutten Gaben!

00000000O dreymal grosser GOtt / O höchste Heyligkeit!

00000000O Meister aller Kunst / O Frewd / die alles Leid

0000Vertreibt / O keusche Taub, vor der die Hellen=Raben

0000Erzittern! welche noch / eh denn die Berg erhaben /

00000000Und eh die Welt gegründt; eh das gestirnte Kleid /

00000000Dem Himmel angelegt / ja schon vor Ewigkeit /

0000Die zwey die dir gantz gleich / von Sich gelassen haben!

00000000O weißheit ohne Maaß! O Gast der reinen Seel.

00000000O wesentliches Licht! O tewre Gnaden=Quell

0000Die du den zarten Leib Mariens hast befeuchtet /

00000000Ach laß ein Tröpfflin nur / von deinem Lebenstaw

00000000Erfrischen meinen Geist! hilff daß Ich doch nur schaw

0000Ein Füncklin deiner Flam / so bin Ich recht erleuchtet.

00000000An Gott den Heiligen Geist. (1643)

0000O Fewer wahrer Lieb! O brun der gutten gaben!

00000000O Meister aller Kunst! O Höchste Heilikeit!

00000000O dreymall grosser Gott! O lust die alles leid

0000Vertreibt! O keusche taub! O furcht der Hellen raben!

0000Die / ehr das wüste meer / mit bergen rings umbgraben /

00000000Ehr luft vnd erden ward / ehr das gestirnste kleid

00000000Dem himmell angelegt / ja schon vor ewikeit

0000Die zwey die gantz dir gleich / von sich gelassen haben.

00000000O weisheit ohne maaß; O reiner Seelen gast /

00000000O tewre gnaden quell’ / O trost in herber last!

0000O regen der in angst mitt segen vns befeuchtet!

00000000Ach laß ein tröpfflin nur von deinem lebens=taw

00000000Erfrischen meinen Geist. Hilff das ich doch nur schaw’

0000Ein füncklin deiner glutt; so bin ich recht erleuchtet.

## Interpretation
Sie gilt hauptsächlich der Lissaer Fassung.

### Form
Das Gedicht ist wie Gryphius’ meiste Sonette in dem 1624 von Martin Opitz in seinem Buch von der Deutschen Poeterey  empfohlenen Versmaß des Alexandriners verfasst mit dem ebenfalls von Opitz empfohlenen Reimschema „abba abba“ für die Quartette und „ccd eed“ für die Terzette. Die Verse mit den „a“- und „d“-Reimen sind dreizehnsilbig, die Reime weiblich, die Verse mit den „b“-, „c“- und „e“-Reimen sind zwölfsilbig, daher hier entsprechend der Ausgabe von Szyrocki eingerückt, die Reime männlich. Die strenge Form belebt Gryphius zum Beispiel durch Variation der syntaktischen Fügung – Apostrophen, „O“-Ausrufe im ersten Quartett und ersten Terzett gegen andere Strukturierung im zweiten Quartett und zweiten Terzett – und Enjambements, vor allem das „drastische“, den Stropheneinschnitt übergreifende von Vers 4 zu 5 „vor der die Hellen=Raben / Erzittern!“, das Gryphius für die 1643er Auflage beseitigt hat.

### Invokation
Das Gedicht ist ein Gebet an den Heiligen Geist in Form einer feierlichen Anrufung, Invokation. Die Wendung an den Heiligen Geist hatte in christlicher Zeit den antiken Musenanruf verdrängt, allerdings nicht vollständig; Opitz wandte sich je nach dem Thema seiner Werke neben dem „Geist“ auch an die Musen und Apollon. Schon in seinen lateinischen Jugendwerken, vor der Danziger Zeit, hatte Gryphius den Heiligen Geist angerufen, so in „Olivetum oder der Ölberg“:
Dich auch ruf’ ich, o Heiliger Geist, der der Himmelsbewohner

Lautere Freud’ ist, geliebt von Gottes wahrhaftigem Sohne,

Ewig und ewig von Gott; o allen gemeinsame Quelle

Jeglicher Kraft, o Glut des scheu Ehrfürchtigen, Blitzstrahl

Wahrer Beredsamkeit.
Die Anrufung gilt dem Heiligen Geist als dem Blitzstrahl wahrer Beredsamkeit, dem „Meister aller Kunst“ und damit auch der Dichtkunst. Die Hoffnung, der Heilige Geist werde dabei helfen, konnte sich auf Davids Wort stützen (2 Sam 23,2 ): „Der Geist des Herrn sprach durch mich, sein Wort war auf meiner Zunge.“ Die Bitte beschränkt sich nicht auf das formale Gelingen des Werkes. Zu den Gaben des Heiligen Geistes gehört für den Christen auch die Kraft des Forschens und Erkennens. Gryphius betet um zweierlei: um den genialen Einfall, die sprachliche Meisterschaft, und die Fähigkeit, den eigentlichen Sinn aller irdischen Erscheinungen zu erfassen, den Weltbau als Heilsordnung zu erkennen; er will den Mitmenschen als „philosophus et poeta“ Wahrheit in vollendeter Poesie aufschließen.

### Die vier Strophen
Das erste Quartett macht dem Hilfe und Erlösung suchenden Menschen den Heiligen Geist als Spender von Liebe, Spender aller guten Gaben, Tröster im Leid, Schutz vor dem Bösen bewusst. Die erste Zeile bringt in ihren „O“-Ausrufen zwei Epitheta in unmittelbare Nachbarschaft: „wahrer Liebe Fewr! Brunn aller gutten Gaben!“. Feuer und Wasser weisen seit jeher auf den Heiligen Geist hin. Am Pfingsttag senkte er sich in Feuerzungen auf die christliche Gemeinde (Apg 2,2-3 ). Wie „ströme des lebendigen Wassers“ empfangen ihn die Gläubigen nach Martin Luthers Übersetzung des Johannesevangeliums. Antithetisch wird in den Zeilen 3 und 4 „Frewd“ gegen „Leid“, „Taub“ gegen „Hellen=raben“ gesetzt. Das „Raben“-Bild könnte Gryphius von Luthers Übersetzung einer Jesaja-Weissagung übernommen haben: „Vnd wird fur vnd fur wüste sein / das niemand dadurch gehen wird / in ewigkeit / Sondern Rhordomeln vnd Jgel werdens inne haben / Nachteulen vnd Raben werden daselbs wonen.“
Das zweite Quartett betont auffallend die Theologie des Heiligen Geistes. Schon vor der Erschaffung des Kosmos ist er, die dritte Person der Dreifaltigkeit: „Gottes Geist schwebte über dem Wasser.“ (Gen 1,2 ) Vom Vater und vom Sohn geht er nach evangelisch-lutherischer wie römisch-katholischer Lehre aus. Der Vers „Die zwey die dir gantz gleich / von Sich gelassen haben“ passt einen beiden Konfessionen gemeinsamen Satz des nicäno-konstantinopolitanischen Glaubensbekenntnisses ins Sonett ein: „Wir glauben an den Heiligen Geist, der Herr ist und lebendig macht, der aus dem Vater und dem Sohn hervorgeht.“ In Gryphius’ Zeit breiteten sich in Polen antitrinitarische Sekten aus. Auch evangelisch-lutherische Prediger versuchten, die Gestalt Christi gegenüber dem Heiligen Geist zu erhöhen. Ihnen allen stellt Gryphius sein entschiedenes „Die zwey die dir gantz gleich“ entgegen, in anderen Gedichten: „GOTT reiner Geist / der du mich durch dich new=gebohren / Dreyeinig Einigkeit“ und „Lob sey GOtt! der Eins und Drey“.
Das erste Terzett kehrt mit vier „O“-Apellen zur Form des ersten Quartetts zurück. Auf zweifache Weise bildet es eine Brücke zum Schlussterzett. Mit „O wesentliches Licht!“ greift es das „Fewr“, mit „O tewre Gnaden=Quell“ den „Brunn“ der ersten Zeile auf und weist auf „Füncklin“ und „Tröpfflin“ der Zeilen 14 und 12 voraus. Mit der Anspielung auf die Empfängnis Jesu durch den „Gnaden=Quell“ des Geistes bereitet es die „Lebenstaw“-Metapher von Zeile 12 vor. Vers 11 „Die du den zarten Leib Mariens hast befeuchtet“ hat manche Interpreten verstört. „Zu katholisch“ habe der Vers Gryphius selbst bei der späteren Revision geklungen; „jarring to the modern reader“ wirke er, „with its connotative sexual overtones <...> indeed drastic, especially when concretized by the verb ‚befeuchten‘“. Diese Irritationen berücksichtigen nach Wolfram Mauser die literarische Tradition zu wenig, in der Gryphius stand. Der US-amerikanische Germanist Blake Lee Spahr weist auf zwei Parallelen hin, in denen Wasser vom Himmel die übernatürliche Zeugung Jesu symbolisiert. Luther hatte Jesaia übersetzt: „TReuffelt jr Himel von oben / vnd die wolcken regenen die Gerechtigkeit / die Erde thue sich auff / vnd bringe Heil.“ Angelus Silesius besang um 1660 den „Himmels-Thau“, durch den Jesus in seiner „Mutter Au“ gegangen sei.
Das zweite Terzett spricht die eigentliche Bitte aus. Die Feuer-Wasser-Symbolketten, die den „Anker“ des Gedichts bilden, werden zu Ende geführt: „Fewr“ – „wesentliches Licht!“ – „Füncklin deiner Flam“ sowie „Brunn“ – „Gnaden=Quell“ – „Tröpfflin nur / von deinem Lebenstaw“. Wie der Heilige Geist über Maria gekommen sei, möge er den Geist des Gläubigen erfrischen. Sein Feuer möge den Gläubigen erleuchten. Ähnlich bittet im zitierten Gedicht Angelus Silesius: Der Tau des Geistes möge den Geist des Gläubigen fruchtbar und munter machen. Im Bildbereich Feuer – Fünklein lebt nicht nur biblisches Bildgut fort. Die Lehre vom himmlischen Geist, der als Feuer über den Menschen kommt, geht nach Mauser auf Heraklit und Mythen wie die von Prometheus zurück.

### Das Ganze
„Als ganzes vermittelt das Sonett einen Eindruck von der Übermacht und der Heilskraft des Heiligen Geistes, die so stark sind, daß selbst ein Tröpflein davon den Menschen unendlich reich macht.“ Folgt man der Wertschätzung der Interpreten, so ist das Sonett vielleicht die barock-prunkvolle, wortgewaltige, gefühlsbetont-leidenschaftliche Paraphrase des alten Veni creator spiritus-Hymnus, dessen erste zwei Strophen Luther übersetzt hatte:
Komm, Gott Schöpfer, Heiliger Geist,

besuch das Herz der Menschen dein,

mit Gnaden sie füll, wie du weißt,

daß dein Geschöpf vorhin sein.

Denn du bist der Tröster genannt,

des Allerhöchsten Gabe teur,

ein geistlich Salb an uns gewandt,

ein lebend Brunn, Lieb und Feur.
Gryphius’ „O wahrer Liebe Fewr! Brunn aller gutten Gaben!“ ist in Vers 4 der zweiten Strophe des Hymnus vorgebildet.
In den Lissaer Sonetten folgt nach „An Gott den Heiligen Geist“ als zweites Sonett „Vber des HERREN JEsu Gefängnüß“, als drittes „An den am Creutz auffgehenckten Heyland“, als viertes „Vber des HERREN JEsu todten Leichnamb“. In den späteren Auflagen folgen auf „An Gott den Heiligen Geist“ ein zweites Gedicht gleichen Titels, dann „Vber die Geburt Jesu“, „Vber des Herrn gefängnus“, „Vber des Herrn leiche“ und „An den gecreutzigten Jesum“. Die Folge Invokation,  Geburt Jesu, Gefängnis, Tod, Gekreuzigtsein bezeugt, „daß der Heilige Geist durch die Gestalt Christi und seit der Nacht seiner Geburt unaufhörlich und eindringlich zum leidgeprüften Menschen spricht.“ Das ist lutherisches Bibelverständnis, zu dem sich Gryphius mit dieser Komposition bekennt.

## Die Überarbeitung
Mit den meisten Eingriffen wollte Gryphius Opitz’ Regeln der Dichtkunst genügen. „Man kann fast alle <seine> Änderungen auf das Prinzip der Korrektheit zurückführen.“ Synkopen waren zu meiden, deshalb wurde aus „Fewr“ „Fewer“ (Zeile 1), aus „gegründt“ „ward“ (Zeile 8), Apokopen ebenso, deshalb wurde aus „flam“ „glutt“ (Zeile 14). Mit dem Ersatz von
000000000000vor der die Hellen=Raben

Erzittern! welche noch / eh denn die Berg erhaben /
durch
000000000000O furcht der Hellen raben!

Die / ehr das wüste meer / mit bergen rings umbgraben /
verschwanden der unerwünschte identische Reim erhaben/haben und das unerwünschte „drastische“ Enjambement. Am stärksten umgeformt wurde das erste Terzett, nach Spahr, um die „offending line“ 11 loszuwerden, sicher aber ebenso, um den unreinen Reim „Seel/Quell“ zu ersetzen (durch gast/last). Die Interpreten sehen die Überarbeitung kritisch. Es sei keine erfreuliche Vorstellung, wie der Dichter Stunden mit den Anpassung seiner Jugendwerke an Standards zugebracht habe. „Die letzte Fassung <des Gedichts> ist vielleicht tadelloser, aber in der ersten lesen wir deutlicher das undeutlich Elementare der Natur seines Schöpfers.“